# 鈴木啓介 (化学者)
鈴木 啓介（すずき けいすけ、1954年6月24日 - ）は、日本の化学者。主な業績は高次構造天然有機化合物の合成に関する研究。神奈川県茅ヶ崎市出身。理学博士（東京大学、1983年）。

## 経歴
- 1978年 - 東京大学理学部化学科卒業[2]
- 1983年 - 東京大学大学院理学系研究科博士課程修了[2]
- 1989年 - 慶應義塾大学理工学部助教授
- 1990年 - スイス連邦工科大学客員助教授
- 1994年 - 慶應義塾大学理工学部教授[2]
- 1996年 - 東京工業大学理学部教授[2]
- 1998年 - 東京工業大学大学院理工学研究科教授[2]
- 2010年 - ドイツ・レーゲンスブルク大学(de)客員教授
- 2018年 - 日本学士院会員選出[3]。

## 受賞歴
- 1994年 - 日本IBM科学賞
- 1999年 - 名古屋メダルシルバーメダル
- 2015年 - 日本学士院賞
- 2020年 - 藤原賞

## 編著
- 『岩波講座 現代化学への入門〈10〉天然有機化合物の合成戦略』 岡崎 廉治共著 岩波書店 2007
- 『有機合成化学 化学新シリーズ』 太田博道共著 裳華房 2022
- 『理工系学生のための基礎化学 有機化学編』  化学同人 2023

### 翻訳
- R.マックィーニ著『クールソン化学結合論 上・下』 関集三、千原秀昭共訳 岩波書店 1983
- A.J.カービー著『立体電子効果』  化学同人 2002
- I.フレミング著『ペリ環状反応』 化学同人 2002